# Akkreditierung (Wirtschaft)
Der Begriff Akkreditierung (lateinisch accredere, „Glauben schenken“) wird in verschiedenen Fachgebieten benutzt, um zu beschreiben, dass eine allgemein anerkannte Organisation einer anderen Organisation oder Personen eine spezifische Kompetenz bescheinigt. 

## Definition
Akkreditierung im hier gemeinten Sinne ist gemäß ISO/IEC 17011:2018-03 die Bestätigung durch eine dritte Stelle, die formal darlegt, dass eine Konformitätsbewertungsstelle die Kompetenz besitzt, bestimmte Konformitätsbewertungsaufgaben durchzuführen.

## Rechtsfragen
Gesetzliche Regelungen bestehen für Konformitätsbewertungsstellen z. B. in Deutschland durch das deutsche Akkreditierungsstellengesetz, in Österreich durch das österreichische Akkreditierungsgesetz. und in der Schweiz durch die Akkreditierungs- und Bezeichnungsverordnung, AkkBV.
Konformitätsbewertungsstellen sind Organisationen, die folgende Dienstleistungen zur Konformitätsbewertung bereitstellen: Probenahme, Prüfung, Kalibrierung, Inspektion, Zertifizierung von Managementsystemen, Zertifizierung von Personen (Personenzertifizierung im Sinne eines Qualifikationsnachweises) und Zertifizierung von Produkten. 
1. Eine Zertifizierungsstelle ist akkreditiert, wenn eine Akkreditierungsstelle formell bestätigt, dass die Zertifizierungsstelle die in der z. B. Normen ISO/IEC 17021, ISO/IEC 17024 und ISO/IEC 17065 aufgeführten Voraussetzungen zur Durchführung von Bewertungen von Managementsystemen (zum Beispiel Qualitätsmanagement oder Umweltmanagement), Produkten oder Personen erfüllt.
2. Ein Prüf- bzw. Kalibrierlaboratorium ist akkreditiert, wenn es die z. B. Anforderungen der Norm ISO/IEC 17025 erfüllt. Hierzu wird das Labor durch Begutachter einer unabhängigen Akkreditierungsstelle, welche die Norm ISO/IEC 17011 erfüllt, begutachtet und durch Überwachungsbegutachtungen in Intervallen von ein bis eineinhalb Jahren überwacht.
3. Eine Inspektionsstelle ist akkreditiert, wenn sie die Anforderungen der Norm z. B. ISO/IEC 17020 erfüllt und eine Akkreditierungsstelle dies formell bestätigt.

## Akkreditierungsstellen im deutschsprachigen Raum
In Deutschland ist seit dem 1. Januar 2010 ausschließlich die Deutsche Akkreditierungsstelle GmbH (DAkkS) für die Erteilung und Aufrechterhaltung von Akkreditierungen zuständig. Die Errichtung einer nationalen Akkreditierungsstelle erfolgte nach der Vorgabe der Verordnung (EG) Nr. 765/2008 und nach Maßgabe des deutschen Akkreditierungsstellengesetzes.
Gesellschafter der DAkkS sind zu gleichen Teilen die Bundesrepublik Deutschland, die Bundesländer und die durch den Bundesverband der Deutschen Industrie (BDI) vertretene Wirtschaft.
In der Schweiz obliegen die Akkreditierungstätigkeiten der Schweizerischen Akkreditierungsstelle SAS.
In Österreich ist Akkreditierung Austria als nationale österreichische Akkreditierungsstelle des Bundesministeriums für Digitalisierung und Wirtschaftsstandort für die Erteilung und Aufrechterhaltung von Akkreditierungen zuständig.

## Akkreditierungssymbol
Akkreditierte Konformitätsbewertungsstellen dürfen nach erfolgreicher Akkreditierung ein von der Akkreditierungsstelle vergebenes Symbol verwenden. Dieses Symbol gilt als Nachweis, dass die Akkreditierungsstelle die Kompetenz zur Durchführung bestimmter Prüf-, Kalibrier-, Inspektions- oder Zertifizierungsverfahren gemäß international anerkannten Normen bestätigt hat.